# Sara Pérez Sala
Sara Pérez Sala (12 de enero de 1988) es una deportista española que compite en natación, triatlón y acuatlón.
Ganó una medalla de plata en el Campeonato Mundial de Acuatlón de 2021. Participó en los Juegos Olímpicos de Atenas 2004 en natación, donde finalizó séptima en la prueba femenina de 4 × 100 m estilos.
Tras abandonar su carrera como nadadora, comenzó como triatleta a las órdenes de Jaime Menéndez de Luarca. En 2024 comenzaba su labor de guía de la paratriatleta Susana Rodríguez Gacio, con la que se hacía con la medalla de oro en los Juegos Paralímpicos de París 2024.
Entre sus éxitos individuales, destacan su victoria en The Championship de Challenge Family en 2022, una victoria en Challenge Mogán Gran Canaria también en 2022 y haber logrado uno de los mejores parciales en el primer 10K del segmento de carrera a pie del Campeonato del Mundo de IRONMAN 70.3 de 2024, celebrado en Taupo.

## Palmarés internacional
| Campeonato Mundial | Campeonato Mundial           | Campeonato Mundial | Campeonato Mundial |
| Año                | Lugar                        | Medalla            | Prueba             |
| ------------------ | ---------------------------- | ------------------ | ------------------ |
| 2021               | Guijo de Granadilla (España) | Medalla de plata   | Individual         |